# McEntagart Bros.
McEntagart Bros. war ein Montagewerk für Kraftfahrzeuge und damit Teil der Automobilindustrie in Irland.

## Unternehmensgeschichte
Die Brüder Jack und Percy McEntagart gründeten 1919 das Unternehmen in Dublin. Zunächst waren sie als Autohaus tätig. Sie vertrieben Fahrzeuge von Rolls-Royce, Citroën und ab etwa 1932 auch von der Standard Motor Company. 1933 begann die Montage von Automobilen von Standard und 1935 von Packard.
Beide Brüder starben während des Zweiten Weltkriegs. Ihre Witwen stellten Matt McQuaid als Direktor ein. Auf Druck von John Black von Standard wurde eine neue Fabrik im Vorort Kimmage errichtet. John Beggan wurde Produktionsmanager. 1953 endete die Packard-Produktion. 1954 oder 1955 übernahm Standard Anteile. Aus 1956 ist eine Anzeige bekannt, in der The Standard and Triumph Assembly Plant (McEntagart Bros. Ltd) genannt wird. Im gleichen Jahr kam die Montage von Peugeot dazu.
1958 entstand ein neues Unternehmen. Es hieß zuerst Standard Motor Company (Eire) und dann Standard-Triumph (Eire).

## Fahrzeuge
Von Standard sind nur die angebotenen Modelle überliefert. 1937 oder 1939 waren es 9 HP, 10 HP, 10–12 HP, 12 HP, 16 HP und 20 HP. Nach dem Zweiten Weltkrieg folgten zunächst Flying 8, Flying 12 und Flying 14. Der 1949 eingeführte Standard Vanguard war zu teuer für einen Erfolg in Irland. Der von 1949 bis 1953 angebotene Triumph Mayflower mit seinem eigenwilligen Design war ebenfalls wenig erfolgreich. 1953 folgte der Standard Eight.
Von Packard sind der 120 und der Clipper überliefert.
Der Peugeot 403 entstand von 1956 bis 1958.

## Produktionszahlen
Bezüglich Peugeot heißt es, dass 1956 entweder 36 oder 84 Stück gefertigt wurden, und im Folgejahr 120. Die Zulassungszahlen sind allerdings geringer.
Nachstehend die Zulassungszahlen in Irland für Standard-, Packard-, Peugeot- und Triumph-Fahrzeuge aus den Jahren, in denen McEntagart Bros. sie montierte. Die Zahlen des letzten Jahres beinhalten auch die Montagen durch Standard-Triumph (Eire), da eine Splittung innerhalb eines Jahres nicht möglich ist.
| Jahr      | Standard      | Packard       | Peugeot | Triumph | Summe         |
| --------- | ------------- | ------------- | ------- | ------- | ------------- |
| 1933      |               |               |         |         |               |
| 1934      |               |               |         |         |               |
| 1935      | nicht bekannt | nicht bekannt |         |         | nicht bekannt |
| 1936      | 211           | 12            |         |         | 223           |
| 1937      | 220           | 29            |         |         | 249           |
| 1938      | 123           | 27            |         |         | 150           |
| 1939      | 146           | nicht bekannt |         |         | 146           |
| 1946–1953 |               | nicht bekannt |         |         | nicht bekannt |
| 1954      | 577           |               |         |         | 577           |
| 1955      | 671           |               |         |         | 671           |
| 1956      | 437           |               | 31      | 12      | 480           |
| 1957      | 511           |               | 65      | 8       | 584           |
| 1958      | 545           |               | 124     | 65      | 734           |
| Summe     | 3.441         | 68            | 220     | 85      | 3.814         |